# Пер Гесле
Пер Гесле (на шведски: Per Håkan Gessle, произношение Пер Хокан Йесле) е шведски музикант, част от дуета „Роксет“.
Роден е на 12 януари 1959 г. в град Халмстад, Швеция. За първи път двамата с Мари Фредриксон се срещат в родния си град Халмстад през лятото на 1977. Пънк настроението „направи го по свой начин“, което витае тогава, посява семенцата на всичко, което ще разцъфне като Роксет.
В онези дни Халмстад е спокойно градче с обичайната за 70-те безработица. Компаниите затварят, служителите се оказват излишни. Какво да измислят да правят двама тийнейджъри, на които им е омръзнало от училището? Поотделно и двамата решават да вложат енергията си в единствената светлина в живота си – музиката.
В юношеския период Пер е аутсайдер. Докато съучениците му ритат футбол и карат мотопеди, той си стои сам вкъщи, слуша радио и плочи. Не може да свири на никакъв инструмент, нито познава нотите, но започва да съчинява песни в главата си. Мелодии, преходи, аранжименти – всичко това е само в главата му, но е толкова ясно, че може да го изсвири отново и отново във въображението си.